# Anders Anderson (läkare)
Fler personer med likartade namn, se Anders Andersson
Anders Anderson, född 6 juli 1822 i Ödestugu socken, Jönköpings län, död 10 september 1892 på Östrabo biskopsgård vid Växjö, var en svensk läkare och skald. Han var bror till Johan Andersson.

## Biografi
Anderson, som var prästson, blev student vid Lunds universitet 1839, filosofie magister 1844, medicine licentiat 1855, kirurgie magister 1857 och medicine doktor 1863. Redan 1857 förordnad att tills vidare förestå adjunktsbefattningen i obstetrik vid Karolinska institutet, utnämndes han 1863 till adjunkt och var 1864–87 professor i obstetrik och gynekologi vid Karolinska institutet. Han blev 1875 ledamot av Svenska Akademien.
År 1889 utgav han ett urval av sina dikter, mest tillfällighetsdikter. En mer fullständig bild av hans författarskap får man genom den samling av Andersons dikter, tal och minnesteckningar som 1893 utgavs av hans ungdomsvän professor Gustaf Ljunggren. Anderson skrev även prosa, bland annat det biografiska fragmentet Anders Retzius, bidrag till bedömande af hans person och hans verksamhet (i den 1893 utgivna samlingen). I mognare år var Anderson till sina åsikter hängiven det bestående i stat och religion.